# Gare de Saillans
Gare de Saillans vasútállomás Franciaországban, Saillans településen.

## Vasútvonalak
Az állomást az alábbi vasútvonalak érintik:
- Livron–Aspres-sur-Buëch-vasútvonal

## Kapcsolódó állomások
A vasútállomáshoz az alábbi állomások vannak a legközelebb:
- Gare de Crest
- Gare de Die